# Ral·li de la Xina
El Ral·li de la Xina, oficialment Rally China (中國拉力賽), és el ral·li més important de la Xina. La primera edició es va disputar el 1997 i el 1999 va ser inclòs al Campionat Mundial de Ral·lis, però en va ser eliminat l'any següent. A partir de llavors, va ser inclòs al Campionat de Ral·lis Àsia Pacífic. De cara al 2016 s'anuncià que la prova tornaria a formar part del mundial.

## Guanyadors
A 31 de desembre de 2015
| Any  | Edició                      | Pilot             | Cotxe                    | Camp.       |
| ---- | --------------------------- | ----------------- | ------------------------ | ----------- |
| 1997 | 1st China Rally             | Colin McRae       | Subaru Impreza           |             |
| 1998 | 2nd China Rally             | Yoshio Fujimoto   | Toyota Celica            |             |
| 1999 | 3rd China Rally             | Didier Auriol     | Toyota Corolla WRC       | WRC         |
| 2000 | 4th 555 China Rally         | Possum Bourne     | Subaru Impreza           | APRC        |
| 2001 | 5th Rally of China Shaoguan | Nico Caldarola    | Mitsubishi Lancer        | APRC        |
| 2002 | 6th Rally of China Shaoguan | Karamjit Singh    | Proton Pert              | APRC        |
| 2003 | No disputat                 | No disputat       | No disputat              | No disputat |
| 2004 | 7th TCL China Rally Huizhou | Katsuhiko Taguchi | Mitsubishi Lancer        | APRC        |
| 2005 | 8th China Rally Shaoguan    | Jussi Välimäki    | Mitsubishi Lancer        | APRC        |
| 2006 | 9th China Rally Shaoguan    | Cody Crocker      | Subaru Impreza           | APRC        |
| 2007 | 10th China Rally Shaoguan   | Cody Crocker      | Subaru Impreza           | IRC, APRC   |
| 2008 | 11th China Rally Shaoguan   | Jarkko Miettinen  | Mitsubishi Lancer Evo IX | IRC, APRC   |
| 2009 | 12th China Rally            | Cody Crocker      | Subaru Impreza           | APRC        |
| 2010 | 13th China Rally            | Yuya Sumiyama     | Mitsubishi Lancer Evo X  | APRC        |
| 2011 | 14th China Rally            | Alister McRae     | Proton Satria Neo S2000  | APRC        |
| 2012 | 15th China Rally            | Alister McRae     | Proton Satria Neo S2000  | APRC        |
| 2013 | 16th China Rally            | Esapekka Lappi    | Škoda Fabia S2000        | APRC        |
| 2014 | 17th China Rally            | Chris Atkinson    | Volkswagen Golf SCRC     | APRC        |
| 2015 | 18th China Rally            | Pontus Tidemand   | Škoda Fabia R5           | APRC        |